# Озонотерапия
Озонотерапия — вид физиотерапевтической практики в альтернативной медицине, предполагающий использование газа озона (O3), который генерируется специальными приборами медицинского назначения — озонаторами. Его используют в качестве дезинфицирующего средства, в том числе наружно, вводят в суставы и в подкожную клетчатку в чистом виде, а в кровеносное русло вводят, смешивая с физиологическим раствором и/или кровью пациента (аутогемотерапия). Однако озон токсичен и потому опасен при вдыхании и непосредственном внутривенном применении.
Несмотря на то что озон в больших концентрациях является чрезвычайно токсичным веществом, его потенциальные медицинские свойства не были обнаружены и доказаны наукой, а сама практика запрещена в ряде стран, её продают как средство лечения различных заболеваний, включая рак. Американское онкологическое общество заключило, что не существует достаточных доказательств эффективности применения озонотерапии при лечении каких-либо заболеваний. Такая терапия способна приводить к тяжким побочным эффектам и смерти.

## История озонотерапии
Название озон газу дал в 1840 году профессор Базельского университета Кристиан Фридрих Шонбейн от греческого слова «пахну». Хотя впервые его обнаружил и описал окислительные свойства за 55 лет до этого голландский физик Мак Ван Марум. Предположение, что озон — это трехатомный кислород высказал в 1848 году Хант. В 1865 году была определена формула озона.
Начиная с конца XIX века и по настоящее время озон используется в качестве дезинфицирующего средства. В Первой мировой войне, он был использован для дезинфекции ран/ В 1920-х годах озон и перекись водорода были использованы экспериментально для лечения гриппа. Озон имеет историю использования в Европе, особенно в нетрадиционной медицине. Широкое медицинское применение дал озону немецкий врач Альберт Вольф, который использовал озон в своей практике, в том числе для больных раком прямой кишки, гинекологической онкологии и обучал других врачей. Доктор Йоахим Ханслер из Германии, в конце 1950-х годов, придумал и разработал первый терапевтический озонатор с применением пластиковых мешков для изолирования объекта газации от окружающей среды, с целью применения высоких концентраций озона. Итальянские озонотерапевты добились больших успехов и известности в области косметологии.
Использование озона в медицине продолжает быть спорным из-за одновременного сочетания токсических и лечебных свойств озона. Озонотерапия применяется как официальная медицинская процедура в ряде стран Европы. В Австрии, Германии, Швейцарии, Испании и Италии были созданы озонотерапевтические медицинские общества. Хотя в некоторых странах озонотерапия используется натуропатами, аутогемотерапия с озоном должна проводиться только врачами.

## Общие сведения об озоне
Озон (O3) — нестабильный газ, который в больших количествах содержится в атмосфере планеты Земля, защищая её поверхность от
солнечной радиации. Он более плотный и лучше растворяется в воде, чем кислород. Кроме того, он менее стабилен, поскольку каждая его молекула состоит из трёх атомов кислорода, а молекула кислорода — из двух атомов (O2). Озон присутствует в нижних слоях атмосферы и обеспечивает защиту от ультрафиолетового (УФ) излучения, но он быстро разрушается, особенно в самых нижних слоях атмосферы, разлагаясь на кислород плюс один, реактивный атом кислорода. Он является сильным окислителем и поэтому может образовывать продукты, которые являются токсичными для дыхательной системы.
Озон образуется естественным образом из кислорода под действием ультрафиолетового света и электрических разрядов, как, например, во время грозы. На уровне земли, озон не образуется в воздухе, но может являться продуктом химической реакции между оксидами азота и летучими органическими соединениями в присутствии солнечного света. Поэтому в районах с большой степенью загрязнения окружающей среды озон следствие загрязнения, а не причина. В крупных городах концентрация озона выше, чем в атмосфере села, над полярными областями выше, чем в экваториальной части.
Порог чувствительности запаха озона для человеческого носа в 10 раз меньше предельно допустимой концентрации — 0,02 мг/м3, поэтому наше обоняние — лучший индикатор.

## Биологические свойства озона
Озон чрезвычайно реактивный и нестабильный газ. Поэтому было высказано предположение, что механизмы, посредством которых он действует, непосредственно связаны с продуктами, которые он генерирует через селективное взаимодействие с органическими соединениями, которые присутствуют в плазме и в клеточных мембранах. Из-за этой селективности реакции озона с липидами происходит изменения в углерод-углеродной двойной связи, который присутствует в полиненасыщенных жирных кислотах, тем самым генерируя органические пероксиды и озониды. Все эти продукты метаболизма озона, в контролируемом и соответствующем количестве, могут оказывать различные биологические действия, а именно те, которые придают озону ряд терапевтических свойств:
1. Бактерицидное, фунгицидное и вируцидное;
2. Увеличение оксигенации крови;
3. Усиление метаболизма;
4. Противовоспалительное действие;
5. Обезболивающий эффект, за счет мышечной и нервной релаксации;
6. Увеличение количества мочевины и общего количества белков в крови;
7. Иммуномодулирующее действие за счет активизации про-антиоксидантных систем организма.

## Методы озонотерапии
1. Введение озонированного физиологического раствора внутривенно;
2. Малая аутогемотерапия с озонокислородной смесью (МАГОТ);
3. Большая аутогемотерапия с озонокислородной смесью (БАГОТ);
4. Употребление внутрь озонированной дистиллированной воды;
5. Употребление внутрь и наружно озонированного растительного масла;
6. Ректальные инсуффляции озонокислородной смеси;
7. Газация конечностей или волосистой части головы в пластиковом мешке;
8. Ингаляции с озонированной водой или маслом.

## Исследования
Исследования по применению озонотерапии проводились в стоматологии, качество исследований низкое, при лечении кариеса получены противоречивые результаты (в одних случаях увеличивает, в других — уменьшает кариес) и лечении грыжи межпозвоночных дисков (уровень доказательности II и уровень рекомендаций C).
Итальянские ученые в 2007 году провели исследование на крысах и выявили снижение токсического эффекта ротенона, вызывающего болезнь Паркинсона, при озонотерапии.
В 2005 году авторы одного из обзоров рассматривают доклинические исследования и гипотезы и постулируют, что длительное применение озонотерапии в виде аутогемотерапии может помочь в устранении гипоксии тканей вокруг раковой опухоли. Также есть исследование онкологических пациентов при химиорезистентности.

### Исследования на животных
Исследования, использующие терапию в животных моделях рака проводятся с 1970-х годов. В 2008 году ряд немецких исследователей провели исследования влияния смеси озона (O3) и кислорода (O2) на раковую опухоль эпителия брюшной полости кроликов путём её инсуффляции («вдувания» внутрь) смесью. Согласно их заявлениям из 14 кроликов выжило 7. 6 из них показали смягчение симптомов (регрессию). При введении просто кислорода и плацебо выживаемость составила 3 и 1 (по мнению авторов — спонтанная) соответственно. Во всех случаях исследователи не наблюдали какие-либо побочные эффекты. Механизм действия остаётся неясным.

## Эффективность
По состоянию на 2018 год свидетельств, доказывающих эффективность озонотерапии, не существует. Рандомизированные контролируемые клинические испытания на людях проводились в 2008—2016 годах, но результаты не опубликованы до сих пор.
- С 2008 по 2014 годы в США исследовалось лечение озоном поясничной межпозвоночной грыжи (в сравнении с кислородом и микродискэктомией), результат не был опубликован[22].
- С 2009 по 2016 годы в США исследовалось лечение озонсодержащим раствором остеоартрита коленного сустава (в сравнении с плацебо), результат не был опубликован[23].

В 2004 году в контролируемом слепом рандомизированном исследовании не обнаружено ни малейшего эффекта от озонирования крови (в терапевтической дозе 50 мкг/мл) при гемодиализе.
Озон в качестве отбеливателя в стоматологии.
- В рандомизированном контролируемом клиническом исследовании показан отбеливающий эффект при применении озона совместно с перекисью водорода при отбеливании зубов[25].

## Легальность
В США Управление по контролю качества пищевых продуктов и лекарственных препаратов запретило медицинское использование озона «при любом заболевании, для которого нет доказательств безопасности и эффективности», заявив, что «озон — это токсичный газ, не имеющий известных полезных медицинских применений в конкретных, дополнительных или профилактических целях. Для того, чтобы озон был эффективным бактерицидным средством, он должен присутствовать в концентрации, намного превышающей ту, которая может безопасно переноситься человеком и животными». Кроме того, начиная с 1991 года, FDA привлекло к уголовной ответственности и отправило в тюрьму нескольких человек, которые представлялись врачами и продали продукты для озонотерапии в качестве лекарства или руководили медицинскими клиниками, использовавшими озонотерапию для лечения болезней. Аресты после аналогичной деятельности были произведены и в других странах, включая Уганду и Таиланд.
В Германии озонотерапия не одобряется медицинским сообществом, однако продаётся как дорогостоящая альтернатива лечения раковых заболеваний, что медицинский интернет-портал Science-Based Medicine, специализирующийся на анализе опасных и малоэффективных врачебных практик, охарактеризовал как «шарлатанство».
В Норвегии в 2013 году Уполномоченный по правам потребителей Грю Нергор приняла меры против незаконной рекламы озонотерапии как средства лечения серьёзных заболеваний.
Озонотерапия была запрещена в Малайзии в 2017 году. Министерство здравоохранения Малайзии заключило, что данная практика может наносить серьёзный вред организму, и не существует научных данных, подтверждающих её эффективность при лечении любых заболеваний.
После обнаружения обращения некоторыми велосипедистами к озонотерапии в качестве допинга для повышения уровня кислорода в крови, WADA объявило эту практику незаконной и ввело запрет с отстранением спортсменов от соревнований на 24 месяца в случае использования.